# Villefrancœur
Villefrancœur település Franciaországban, Loir-et-Cher megyében. Lakosainak száma 420 fő (2022. január 1.). Villefrancœur Champigny-en-Beauce, La Chapelle-Vendômoise, Landes-le-Gaulois, Tourailles és Villemardy községekkel határos.

## Népesség
A település népessége az elmúlt években az alábbi módon változott:
| Lakosok száma | 355  | 411  | 461  | 471  | 434  | 425  | 424  | 422  | 422  | 420  |
|               | 1968 | 1982 | 1990 | 2006 | 2013 | 2015 | 2017 | 2019 | 2020 | 2022 |